# Малките неща
„Малките неща“ (на английски: The Little Things) е американски нео-ноар криминален трилър от 2021 г. по сценарий и режисура на Джон Лий Ханкок и е продуциран от Ханкок и Марк Джонсън. Действието се развива през 1990-те години в Лос Анджелис. Във филма участват Дензъл Уошингтън, Рами Малек, Джаред Лето) и Натали Моралес.
Филмът беше насорчен да бъде режисиран от Стивън Спилбърг и да участват Дани Де Вито, Клинт Истууд и Уорън Бийти, но филмът беше отменен в ад за развитие. Де Вито, Истууд и Бийти са разделени от проекта, докато е обявен през 2019 г., и че Ханкок ще режисира. Новият актьорския състав е обявен през 2019 г. и включва Малек, Лето и Уошингтън. Снимките започват от Лос Анджелис на 2 септември 2019 г. и свършват през декември 2019 г.
„Малките неща“ е пуснат в САЩ на 29 януари 2021 г. от Warner Bros. Pictures самостоятелно по кината и за един месец в стрийминг услугата HBO Max. Филмът получи смесени отзиви от критиците, които похвалиха актьорския състав. За изпълнението си Лето получи номинации за най-добър актьор в „Златен глобус“ и Screen Actors Guild Awards.

## Актьорски състав
| Актьор           | Роля                     |
| ---------------- | ------------------------ |
| Дензъл Уошингтън | Джо Дийкън               |
| Рами Малек       | Джим Бакстър             |
| Джаред Лето      | Албърт Спарма            |
| Крис Бауър       | Детектив Зал Ризоли      |
| Майкъл Хайът     | Фло Дъниган              |
| Тери Кини        | Карл Фарис               |
| Натали Моралес   | Детектив Джейми Естрада  |
| Изабел Араица    | Ана Бакстър              |
| Джорис Джарски   | Детектив Сержант Роджърс |
| Глен Моршауър    | Капитан Хенри Дейвис     |